# Karl Ludwig von Haller
Karl Ludwig von Haller (ur. 1 sierpnia 1768 w Bernie, zm. 20 maja 1854 w Solothurn) – szwajcarski ekonomista i prawnik, konserwatywny myśliciel polityczny.
Mieszkał w Zurychu. Od opublikowania jego książki Restauration der Staatswissenschaften (Restoration of the Science of the State, 1816-1834) mówi się o okresie po 1815 jako o „Restauracjonizmie” (niem. „Restaurationszeit”).
Jeden z twórców tradycjonalistycznego konserwatyzmu.
Opracował koncepcję państwa patrymonialnego.

## Literatura
- Dijon de Monteton, Charles Philippe: Die Entzauberung des Gesellschaftsvertrags. Ein Vergleich der Anti-Sozial-Kontrakts-Theorien von Carl Ludwig von Haller und Joseph Graf de Maistre im Kontext der politischen Ideengeschichte, Frankfurt am Main et. al., 2007, 164 S., 2 Abb. ISBN 978-3-631-55538-5.